# Rio Cornea
O Rio Cornea é um rio da Romênia, afluente do Buda, localizado no distrito de Argeş.